# Hemimacquartia paradoxa
Hemimacquartia paradoxa is een vliegensoort uit de familie van de sluipvliegen (Tachinidae). De wetenschappelijke naam van de soort is voor het eerst geldig gepubliceerd in 1893 door Brauer & Bergenstamm.